# Нібелунги (фільм, 1924)
«Нібелу́нги» (нім. Die Nibelungen, 1924) — німий художній фільм Фріца Ланґа за мотивами середньовічної германської епічної поеми «Пісня про Нібелунгів». Через великий метраж (майже 5 годин) фільм вийшов на екрани в двох частинах: «Нібелунги: Зіґфрід» (Die Nibelungen: Siegfried) та «Нібелунги: Помста Крімгільд» (Die Nibelungen: Kriemhilds Rache). Прем'єра першого фільму дилогії відбулася в Берліні 14 лютого 1924 року, другого — 26 квітня.

## Сюжет
Сценарій фільму, написаний Фріцем Ланґом та його дружиною Теєю фон Гарбоу, засновано на класичній епічній поемі «Пісня про Нібелунгів», створеній на початку XIII століття, а також на її пізніших «народних» адаптаціях, які було широко розповсюджено в Німеччині починаючи з кінця XVII століття.
Кожен фільм дилогії розбито на сім глав, які в титрах називаються «піснями».
Кожна з двох частин відкривається присвятою німецькому народові.
У викладі сюжету зазначено лише ті імена персонажів, які зустрічаються в титрах фільму.

### Частина 1: Зіґфрід

#### Пісня перша

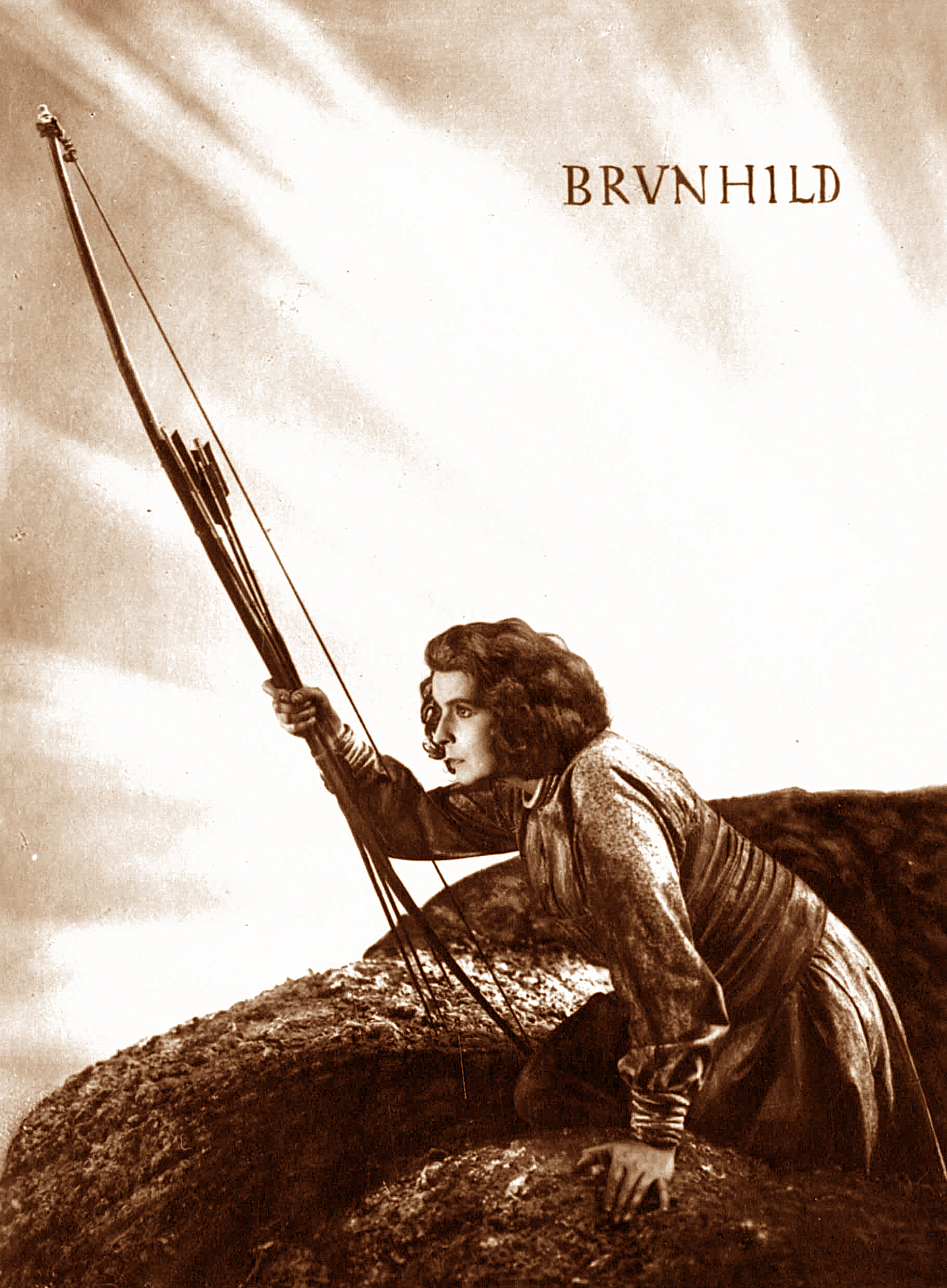
Брунгильда

Молодий Зіґфрід (Пауль Ріхтер), син короля Зіґмунда, вчиться ковальській справі у старого майстра Міма (Ґеорґ Джон), який живе в дикому лісі. Він виковує небувалий меч, бездоганність якого вражає навіть його вчителя — вражає настільки, що Мім починає заздрити Зіґфрідові. Він говорить юнакові, що більше не може його нічому навчити, й приводить йому коня. Але Зіґфрід не встигає поїхати — він чує розповідь одного з лісових мешканців про славне та величне місто Вормс, де править король Бургундії Ґунтер (Теодор Лоос), й про сестру короля — прекрасну Крімгільд (Марґарет Шьон). Зіґфрід вимагає, аби йому вказали дорогу до Вормсу. Лісовики відмовляються, але Мім вказує юнакові шлях через непрохідний ліс. Він сподівається, що учня, який його перевершив, уб'є вогнедишний дракон, який живе в цьому лісі.
Побачивши дракона, Зіґфрід нападає на нього й убиває своїм мечем. Облизавши палець, скроплений кров'ю дракона, він починає розуміти мову тварин та птахів й дізнається від ворона, що переможець дракона може стати невразливим, якщо скупається в його крові. Зіґфрід обливається кров'ю дракона, але до його спини прилипає листок з дерева й на тілі лишається єдине вразливе місце.

#### Пісня друга
У Вормсі, при дворі короля Ґунтера Бургундського, трубадур Фолькер (Бернгард Ґьоцке) співає баладу про звитягу Зіґфріда, переможця дракона.
Зіґфрід пріїжджає через гори, де на нього нападає карлик-нібелунг Альберіх (Ґеорґ Йон). Заховавшись під магічною накидкою, карлик стає невидимим й намагається задушити Зіґфріда, але тому вдається звільнитися й відібрати в Альберіха чарівну накидку. Нібелунг обіцяє показати Зіґфрідові величні скарби, якщо той збереже йому життя. Зіґфрід погоджується й Альберіх веде його до печери, де на великому кам'яному тарелі, який тримають закуті карлики-нібелунги, розкладено всі скарби нібелунгів, серед яких й меч Бальмунг.
Поки Зіґфрід милується мечем, Альберіх знову намагається його вбити. Зіґфрід знову перемагає його й Альберіх помирає, встигши проклясти усіх, хто успадкує скарб нібелунгів. Він перетворюється на каміння, а услід за ним й карлики, які підтримували таріль зі скарбами.
Трубадур Фолькер співає про те, як Зіґфрід заволодів скарбом Нібелунгів, переміг дванадцять королів й зробив їх своїми васалами. У нагороду за цю пісню Крімгільд дарує Фолькеру вишитий нею плащ.
Чути сигнал горну. Входить герольд й оголошує, що до воріт замку прибув Зіґфрід у супроводі дванадцяти лицарів та просить аудієнції в короля Бургундії. Усі схвильовані, але полководець Гаґен з Троньє (Ганс Адальберт Шлеттов) радить королеві не приймати Зіґфріда в замкові. Ґунтер відмовляється від цієї поради.
Крімгільд дивиться з вікна на те, як Зіґфрід з почтом в'їжджає у замок, й розповідає королеві-матері Уте (Ґертруда Арнольд) про віщий сон, який приснився їй напередодні, про те, як світлий сокіл був забитий двома темними.
Король Ґунтер урочисто приймає в себе Зіґфріда, який оголошує, що має намір просити руки Крімгільд. Гаґен говорить йому, що бургундський король також хоче одружитися з ісландською королеву-воїтелькою Брунгільд (Ганна Ральф). Але Брунгільд вимагає від своїх наречених, аби вони перемогли її в битві, а цього досі ніхто не зміг зробити. Гаґен каже, що Зіґфрід міг би допомогти Ґунтерові стати переможцем в битві з Брунгільд. Зіґфрід зі сміхом відповідає, що в нього самого є дванадцять васалів, але він нікому васалом не буде. Гаґен виходить з себе й ледь не починає бійку просто у тронній залі, але тут з'являється Крімгільд. Зіґфріда вражає її краса. Ґунтер пропонує йому руку своєї сестри, якщо Зіґфрід допоможе йому стати чоловіком Брунгільд. Зіґфрід погоджується.

#### Пісня третя
Оракул говорить Брунгільд, що до берегів Ісландії приплив корабель з лицарями. Для того, аби потрапити до її замку, вони мають пройти через вогняні поля. Лише сильний духом зможе змусити полум'я згаснути. Зіґфрідові це вдається. Побачивши це, Брунгільд посилає за своїми латами — на неї очікує битва, рівної якій ще не було.
Король Ґунтер з почетом в'їжджають до замку. Брунгільд приймає їх в тронній залі й вітає Зіґфріда як героя, який готовий битися з нею не на життя, а на смерть. Зіґфрід говорить, що ні життя, ні смерть Брунгільд йому не потрібні, й що це король Ґунтер хоче взяти її за дружину. Брунгільд оголошує, що ще до вечора щит Бургундії буде прикрашати стіну цієї зали, й наказала подати їй зброю. У відповідь Зіґфрід просить в короля дозволу піти, аби підготувати кораблі в дорогу: ще до вечора вони мають бути готові вирушити у зворотню дорогу з королем та його нареченою.
Брунгільд та Ґунтер готуються до бою, а Зіґфрід, вийшовши за ворота, накидає на себе магічну накидку й повертається до місця змагання. Ґунтер бачить на землі тінь невидимого Зіґфріда й чує, як той обіцяє йому допомогу.
Починається змагання. Спочатку Брунгільд кидає важкий камінь та стрибає услід за ним на ту ж відстань. Невидимий Зіґфрід допомагає Ґунтеру кинути камінь ще далі й по тому кидає туди ж самого короля. Він допомагає Ґунтерові відбити щитом удар списа Брунгільд, а потім — розбити тим же списом її щит. Умову виконано, Ґунтер переміг у потрійному змаганні та Брунгільд зобов'язана погодитись стати його дружиною.

#### Пісня четверта
Король, Брунгільд та Зіґфрід повертаються кораблем до Бургундії. Ґунтер входить до каюти Брунгільд й каже їй, що вони підходять до берега. Брунгільд відштовхує його. Вони борються, Брунгільд легко перемагає слабкого короля. Вона починає сумніватися, що саме Ґунтер переміг її в Ісландії, й оголошує себе його полонянкою, а не нареченою.
У Вормсі всі вітають Брунгільд як королеву. Зіґфрід підходить з Крімгільд до Ґунтера й нагадує про його обіцянку. Король каже, що в разі згоди Крімгільд, сьогодні можна зіграти подвійне весілля. Брунгільд збурена й вимагає від короля відповіді щодо того, коли це з'явився звичай виадвати сестер королів заміж за васалів. Ґунтер відповідає, що Зіґфрід не є його васалом, а є майже братом, й що сьогодні вони стануть братам за кров'ю.
В соборі Вормса проводиться церемонія, яка пов'язує шлюбом Ґунтера з Брунгільд, а Зіґфріда — з Крімгільд. Після весілля король та Зіґфрід проводять обряд кровного братання й присягаються у вічній вірності один одному.
В присутності Ґунтера Гаґен говорить Зіґфрідові, що Брунгільд переможено, але вона не змирилася, й що не гідно королю бути приниженим жінкою. Він пропонує Зіґфрідові за допомогою магічної накидки перекинутися на Ґунтера та зламати непокору Брунгільд. Зіґфрід відмовляється. Гаґен переконує його, кажучи, що поганою є справа, зроблена лише наполовину, й Зіґфрід, як брат короля, має допомогти йому. Зрештою Зіґфрід погоджується. За допомоги накидки нібелунгів він перекидається на Ґунтера й іде до Брунгільд. Та намагається противитися, але псевдо-Ґунтер є сильнішим; під час боротьби він зриває з руки Брунгільд браслет зі зміїними головами.
Ґунтер чекає біля дверей своєї спальні. Зіґфрід під його виглядом виходить звідти й говорить, що волю Брунгільд зломлено й король може йди на шлюбне ложе. Король іде, а Зіґфрід знаходить в своєму одязі заплутаний там браслет Брунгільд.

#### Пісня п'ята
За півроку після подвійного шлюбу у Вормсі всі чекають повернення обозу, висланого за скарбами нібелунгів. Гаґен говорить Ґунтерові, що блиск його королівства тьмяніє й що їм потрібні скарби. Нерозумно відмовлятися, адже частина скарбів нібелунгів має належати королю за правом спорідненості з Зіґфрідом.
В цей час Крімгільд, розбираючи зі служницею скрині, знаходить в одній з них браслет зі зміїними головами й одягає його. Зіґфрід, побачивши цей браслет, вмовляє зняти його й не надягати більше ніколи — браслет пов'язаний з таємницею, яка не має бути викрита. Крімгільд вмовляє розповісти, в чому справа, й Зіґфрід погоджується, взявши з дружини слово, що повідане ним більше ніхто й ніколи не почує.
Спостерігаючи за закоханими зі свого вікна, Брунгільд палає чорною заздрістю до них. Вона підходить до короля й питає його, чи довго Зіґфрід та його дружина будуть зловживати гостинністю їх двору. Ґунтер відповідає, що Крімгільд залишається у Вормсі заради матері — чи готова Брунгільд обійняти її місце біля королеви Уте?
В цей час прибуває обоз зі скарбами. Зіґфрід радісно береться роздавати скарби всім охочим. Король, Гаґен та Брунгільд з роздратуванням спостерігають за ним з вікна. Гаґен каже, що, очевидно, прийшов час відіслати Зіґфріда додому. Ґунтер відповідає, що ніколи не запропонує йому поїхати, це має відбутися з волі самого Зіґфріда.
Брунгільд викликає служниць й каже, що піде на месу з усіма регаліями королеви. На сходах собору вона зустрічається з Крімгільд й вимагає, аби та не заходила до собору раніше від неї: дружина васала не повинна йти попереду королеви. Крімгільд заперечує й говорить, що Зіґфрід не є васалом Ґунтера. Брунгільд з презирством каже, що бачила, як Зіґфрід виконував васальні доручення короля, а отже, Зіґфрід — звичайний васал, який зазнався. Не стримавшись, Крімгільд показує їй браслет й переповідає історію з чарівною накидкою.
Зіґфрід, дізнавшись про сварку жінок, прибігає до собору. Гаґен дорікає йому, кажучи, що його балакучість є страшнішою від вбивства.
Брунгільд від сорому намагається вбити себе, стрибнувши у рів, але Гаґен та король втримують її. Брунгільд вимагає, аби король вбив Зіґфріда; Ґунтер відповідає, що ніхто не може вбити переможця дракону — він є невразливим. Гаґен, який почув це, розповідає їм про вразливе місце на спині Зіґфріда. Аби підштовхнути нерішучого Ґунтера, Брунгільд каже, що Зіґфрід, коли був під його виглядом, позбавив її цноти. Король лютує й доручає Гаґенові влаштувати полювання та розібратися зі «скаженим псом».

#### Пісня шоста
Гаґен в роздумах сидить в залі. Підходить Крімгільд. Гаґен питає, чи вміє вона зберігати секрети. Крімгільд відповідає, що одного разу вона вже порушила обіцянку зберігати мовчанку, й більше ніколи в житті так не вчинить. Гаґен каже їй, що майбутнє полювання може стати полюванням на людину — вороги Бургундії задумали змову проти них. Добре, що Зіґфрід невразливий і йому нема про що турбуватися. Схвильована Крімгільд згадує про вразливу пляму на спині чоловіка й просить Гаґена берегти Зіґфріда від випадкового удару. Гаґен погоджується, але просить Крімгільд дізнатися, де саме в Зіґфріда ця пляма, аби вірніше його захистити. Крімгільд обіцяє відмітити це місце хрестиком на одязі Зіґфріда.
Ґунтер приходить до Брунгільд й каже їй, що вирушає на полювання до Оденвальду. Брунгільд погрожує йому, що не буде ані пити, ані їсти, поки її ганьбу не буде відомщено.
Зіґфрід одягає одяг, на якому Крімігільд вже вишила хрестик, й готується вирушити на полювання. Звучить мисливський ріжок. Крімгільд просить його бути обережним й каже, що їй наснився могутній вепр, який розірвав Зіґфріда на шматки. Зіґфрід зі сміхом заспокоює її. Знову звучить ріжок. Крімгільд просить його не йти на полювання — їй наснилися дві гори, які впали на нього. Зіґфрід каже, що вони з Ґунтером в повній злагоді й ворогів у нього нема. Ріжок кличе втретє. Зіґфрід іде. Мисливці полишають замок. Крімгільд, сама не своя від хвилювання, каже матері, ніби уся кров покинула її серце.
В Оденвальдському лісі йде веселе полювання, але король Ґунтер сидить насуплений. З'являється щасливий Зіґфрід, який обіцяє пригорщу червоного золота за бурдюк білого вина. Гаґен каже йому, що в повозки з вином зламалася вісь й вина нема, але він знає поблизу струмочок з холодною водою. Він пропонує Зіґфрідові бігти до нього наввипередки — хто першим зачерпне зі струмка, той і переміг. Зіґфрід погоджується, але помічає, що Ґунтер чимось засмучений. Він питає його про причину такої туги, але король каже, що розповість про все, коли Зіґфрід повернеться від струмка.
Зіґфрід та Гаґен знімають зброю й за сигналом кидаються до струмка. Гаґен, одначе, хапає спис й біжить до струмка не стежкою, а просто через ліс, й ховається в засідці. Коли Зіґфрід нахиляється до струмка, Гаґен списом влучає просто у вишитий Крімгільдою хрестик. Смертельно поранений Зіґфрід, пробитий списом наскрізь, з останніх сил добирається до місця, де стоять Гаґен та король, вказує на Гаґена й помирає. Але ніхто не насмілюється кинути звинувачення в бік Гаґена.
Гаґен оголошує, що полювання закінчено.

#### Пісня сьома
Пізно вночі мисливці повертаються з тілом Зіґфріда в замок й Крімгільд повідомляють про його загибель.
Король Ґунтер каже Брунгільд, що вона може перервати свій пост — Зіґфрід мертвий. Брунгільд сміється й каже Ґунтерові, що він вбив свого найвірнішого друга через єдину намову ображеної жінки. Король в жахові тікає.
Крімгільд плаче над тілом Зіґфріда. З'являється засмучений Ґунтер, за ним — похмурий Гаґен з Бальмунґом, мечем Зіґфріда. Крімгільд згадує про їх розмову, відкриває рану на грудях чоловіка й розуміє, що він був вбитий списом у спину. Вона привселюдно звинувачує Гаґена у вбивстві й вимагає в короля справедливості. Король мовчки стає між нею та Гаґеном. Слідом за ним те саме роблять Ґернот, трубадур Фолькер та інші лицарі.
Тіло Зіґфріда виносять. Крімгільд оголошує, що Гаґен з Троньє може заховатися в своєму клані, в божому храмі й навіть на краю Землі, але її помсти він не омине. Вона вирушає до собору, куди віднесли тіло Зіґфріда, й знаходить поряд з вівтарем Брунгільд, яка зарізалась кинджалом. Крімгільд повідомляє короля, що його дружина мертва.

### Частина 2: Помста Крімгільд

#### Пісня перша
Крімгільд в соборі у траурі стоїть над тілом Зіґфріда. Вона роздає злиденним милостиню зі словами: «Від імені Зіґфріда, якого було вбито й досі за нього не відомщено».
До короля Ґунтера приходить маркграф Рюдіґер фон Бекларн (Рудольф Ріттнер), посол короля гунів Аттіли. Аттіла (Рудольф Кляйн-Роґґе) просить в короля Бургундії руки Крімгільд. Король відповідає, що, швидше за все, Аттіла не до кінця розуміє, кого хоче взяти за дружину.
Герольд повідомляє Крімгільд, що на неї чекає король. В тронній залі їй представляють Рюдіґера, який передає їй пропозицію Аттіли. Крімгільд відповідає, що Рюдіґерові, певно, добре відомо, як її пригнічують злодіяння, звершені в її сім'ї. Ґунтер намагається заперечити їй, але Крімгільд питає його: «Брате, де брат твій Зіґфрід?», натякаючи на Каїновий злочин, й вимагає, аби їй видали вбивцю чоловіка. Король, не роздумуючи, відмовляється: Гаґен з Троньє вірний йому, а він має бути вірним Гаґенові. З'являється Гаґен й Крімгільд, побачивши його, йде.
Брати та Гаґен обговорюють, як вчинити, коли приходить служник Крімгільд й повідомляє, що та хоче поговорити з Рюдіґером після вечері. Ґунтер та Рюдіґер сповнені надії, а Гаґен каже Ґернотові, що необхідно дотриматися заходів безпеки й потурбуватися про майбутнє королівства.
Крімгільд просить Рюдіґера розповісти їй про Аттілу. Вона каже йому, що після загибелі чоловіка вона вважає, що сама вже є мертвою, й ніщо, крім помсти, в цьому світі її не тримає. Рюдіґер запевняє її, що жодна образа, зроблена їй при дворі Аттіли, не лишиться пробаченою. Крімгільд вимагає, аби Рюдіґер заприсягнувся в цьому ім'ям Аттіли й своїм власним, до того ж вимагає присяги не на хресті, а на мечі. Рюдіґер проголошує присягу.
В цей час Гаґен вирушає до скарбниці, де зберігається скарб нібелунгів, який раніше належав Зіґфрідові, а тепер є успадкований Крімгільд. Гаґен частинами переносить скарб до ріки й топить його в глибокому плесі. Випадково його помічає служник Крімгільд й повідомляє своїй пані, що Гаґен викрав скарб. Крімгільд дає обіцянку Рюдіґерові, що стане дружиною Аттіли, й вирушає до скарбниці саме вчасно, аби побачити, як з неї виходить Гаґен. Переконавшися, що скарб зник, вона питає про нього в Гаґена. Той відповідає, що скарб в такому місці, де його не зможе використати ніхто з ворогів Бургундії.

#### Пісня друга
Крімгільд вирушає на місце загибелі Зіґфріда, бере пригоршню землі, що всотала його кров, й присягається просякнути її кров'ю його вбивці.
Надходить час від'їзду. Ґунтер, його брати та матір Уте приходять попрощатися з Крімгільд, але вона відмовляється розмовляти з королем. Ані сльози матері, ані напучування священика не міняють її рішення.
Крімгільд в супроводі Рюдіґера та його почту виїжджають з Вормса, а Уте, Ґізельгер та Фолькер дивляться їй услід з оборонної вежі. Рюдіґер, озирнувшися на башту, питає Крімгільд, невже вона не хоче востаннє поглянути на рідних. Вона відповідає негативно. Трубадур на башті зі злості розбиває свою лютню.
В землі кочовиків-гунів вже чекають на прибуття Крімгільд. Аттіла виставив дозори й обіцяв мішок золота тому, хто першим повідомить про прибуття його нареченої. Він відсилає назустріч до Крімгільд свого брата Бльоделя (Ґеорґ Йон).
Крімгільд, яка звикла до розкошів, лякає дикість гунів, які ледь не голі живуть у глиняних хижах, а брат короля, який її зустрів, виглядає майже як злидар. Вона входить у сповнений варварськими розкошами палац Аттіли, підлогу якого встелено соломою. Король гунів вражений її красою. Він пропонує Рюдіґерові у винагороду будь-яке королівство з захоплених гунами. Крімгільд вимагає, аби Аттіла доєднався до даної Рюдіґером присяги, й той з готовністю присягає.

#### Пісня третя
Аттіла з військом оточили Рим, але без попередньої знаменитої ярості. Його воїни незадоволені тим, що облога затягується, й звинувачують в цьому весілля короля з Крімгільд. Про нього навіть пишуть жартівливі пісеньки. Почувши одну з них, Аттіла збирається стратити гуна, який її вигадав, але в цей час прибуває вершник з повідомленням, що Крімгільд народила сина. Аттіла знімає облогу з Риму й вирушає в свою столицю, й усе військо вирушає за ним.
Крімгільд у своїй кімнаті з дитинчам, але народження сина не пом'якшило її ненависті. Вона дістає зі скриньки мішечок з землею з місця вбивства Зіґфріда й каже, що час помсти вже близький.
З'являється Аттіла, який майже втрачає глузд від щастя. Він бавиться з новонародженим, а по тому обіцяє виконати будь-яке бажання Крімгільд. Та просить його запросити в гості її братів. Аттіла негайно відсилає Бльоделя до Вормсу, аби той передав Ґунтерові запрошення у двір Аттіли.

#### Пісня четверта
Крімгільд дізнається, що вже більше місяця її брати гостюють в замкові маркграфа Рюґера, і молодший з братів, Ґізельгер, отримав у Рюдіґера згоду на шлюб з його єдиною донькою Дітліндою та заручився з нею. Аби виказати честь бургундцям, Аттіла надіслав до них одного зі своїх найблагородніших васалів — Дітріха фон Берна (Фріц Альберті). Фон Берн звертається до короля Ґунтера та його братів, називаючи їх Нібелунгами.
Крімгільд, звертаючись до гунів, каже їм, що будь-хто, хто хоче заслужити її милість, повинен пам'ятати про її великий сум.
За день до літнього сонцестояння Нібелунги прибувають до двору Аттіли. Їм пропонують відпочити в гостьовій кімнаті, схожій на прикрашену килимами казарму. Ґунтер та його брати стримують невдоволення.
Аттіла хитає колиску дитини. До нього підходить Крімгільд й вимагає виконання даної ним присяги. Вбивця Зіґфріда прибув у почтові Ґунтера, й вона вимагає, аби Аттіла покарав його. Аттіла з гіркотою питає, невже Крімгільд ніколи не забуде Зіґфріда. Крімгільд заперечливо хитає головою. Аттіла каже, що викличе Гаґена з Троньє на поєдинок, але Крімгільд вимагає, аби Гаґен був страчений безчесно, як вбивця. Аттіла в злобі відмовляється — в його рідних степах життя гостя є священним, й Гаґен з Троньє є недоторканим доти, доки він гостюватиме в Аттіли.
Крімгільд вирушає до звичайних воїнів й обіцяє насипати повний щит золота тому, хто принесе їй голову Гаґена. Але вона вимагає також, аби ніхто не завдав шкоди її братам..
Гаґен та Фолькер спілкуються при вході до гостьової кімнати й бачать, що до них підкрадаються численні гуни. Гаґен береться за меч й гуни відступають.

#### Пісня п'ята
В день літнього сонцестояння король Ґунтер та бургундські лицарі приходять до бенкетної зали Аттіли бойовим строєм та в повному озброєнні. Аттіла питає, чи давно у звичаях прийнято приходити на свято в латах. Крімгільд, посміхнувшися, каже, що Гаґенові з Троньє відмінно відомо, чому йому ніколи не варто розлучатися з мечем.
Нібелунги сідають за стіл Аттіли, а Крімгільд подає знак Бльоделеві. Той виходить з зали, аби таємно зібрати воїнів. Король Ґунтер підіймає кубок за свою сестру, але Крімгільд демонстративно перевертає свій.
В казармах бургундці святкують літнє сонцестояння разом з гунами, дивуючись їх степовим звичаям. З'являється Бльодель. Його люди таємно роздають гунам зброю. Бльодель починає військовий танок з кинджалами.
Крімгільд наказує принести до зали спадкоємця корони гунів. Аттіла радісно її підтримує. Приносять новонародженого, якого всі сердечно вітають, окрім Крімгільд. Аттіла, пишаючись сином, передає його Гаґенові. Той, узявши новонародженого на руки, каже, що дитині не судилося тривалого життя й навряд чи він коли-небудь буде приймати їх при дворі.
Раптом в казармах гуни накидаються з ножами на бургундців, танок переростає в різанину. Одному зі служників Ґунтера вдається вирватися з сутички. Поранений, він добігає до сходів палацу Аттіли. Бльодель стріляє йому в спину з лука. У відповідь бургундець вбиває Бльоделя кидком сокири, і з криком «Зрада!» вбігає до бенкетної зали та падає. Бургундці та Аттіла схоплюються зі своїх місць й кидаються до нього. Сторожа Ґунтера перекриває вхід, зупиняє гунів, які набігають хвилями, й бере залу в кільце. Гаґен, оцінивши ситуацію, вихоплює меч й вбиває дитину. Крімгільд кидається до сина. Аттіла, здається, не може повірити у те, що трапилося. «Це зробив твій гість, королю!» — каже Крімгільд. «Нібелунги, тепер весь мій народ підійметься проти вас!» — каже Аттіла.
Бургундці вбивають в залі охоронців-гунів. Гаґен кидається до Крімгільд, але шлях йому заступає Рюдіґер. Дітріх фон Берн застрибує на стіл й вимагає вільного виходу з зали для себе й тих, хто піде за ним. Ґунтер наказує своїм воїнам звільнити дорогу. Фон Берн та Рюдіґер виводять з зали своїх воїнів, Аттілу з мертвою дитиною на руках й Крімгільд. Ворота зали закриваються за ними. Тепер бургундці в оточенні.

#### Пісня шоста
Гаґен в бенкетній залі палацу Аттіли розправляється з гунами, які там залишались, але одного відпускає живим, аби той розповів Крімгільд про те, до чого призвела її жага помсти. Гун каже Крімгільд, що в залі не залишилось жодного живого гуна. Крімгільд наказує воїнам помститися за загибель побратимів. Починається штурм. Бургундці під командуванням Гаґена контратакують й відкидають гунів від воріт.
Крімгільд знову вимагає від гунів, аби ті помстилися бургундцям за смерть побратимів та її сина. Гуни починають штурм палацу Аттіли, приставляють до стін штурмові драбини, сподіваючись увірватися до палацу через дах. Бургундці атаку відбивають, але гунам вдається відкрити ворота. Бій в залі починається знову. Лицарі знову беруть гору, але з великими втратами.
Ґізельгер, який б'ється на верхньому поверсі палацу, помічає Крімгільд, яка стоїть неподалік, й звертається до неї за словами: «Сестро, згадай про нашу матір!» Крімгільд відповідає йому, що відпустить їх всіх, якщо їй видадуть вбивцю Зіґфріда. Ґізельгер відмовляється. Починається новий штурм.
Фон Берн та його люди спостерігають за боєм зі сторони. «Сили надто нерівні, — каже фон Берн маркграфові Рюдіґеру. — До ранку всі нібелунги будуть мертвими». Рюдіґер каже, що Ґізельгер йому рідня й він не може лишатися в стороні. Фон Берн вмовляє його не втручатися.
Бургундці здобувають чергову криваву перемогу, але тепер їх залишилося зовсім мало.
Крімгільд вимагає, аби до неї привели Рюдіґера, й вимагає від нього, аби він виконав дану їй на лезі меча присягу й вбив Гаґена, який зарубав її сина. Рюдіґер відповідає Крімгільд, що вона посилає його не проти Гаґена з Троньє, а проти її братів, які готові захищати Гаґена ціною власного життя. Крімгільд не хоче слухати й вимагає виконання присяги. Рюдіґер каже, що Ґізельгер заручився з його донькою. «Кров вимагає крові, Рюдіґере!» — відповідає Крімгільд.
Рюдіґер кидається до Аттіли, який впав у безмовство після загибелі спадкоємця, й каже, що не може йти проти власної дитини. Аттіла мовчки показує йому труп сина, якого тримає на руках. Рюдіґер мовчки іде.

#### Пісня сьома
Рюдіґер, вдягнений у лати, стукає у ворота палацу Аттіли. Ґунтер, сподіваючись, що маркграф приніс їм пропозицію миру, наказує запустити його. «Що ти приніс нам, батько?» — питає Ґізельгер. «Смерть» — відповідає Рюдіґер.
Аттіла, який, нарешті, повернув собі здатність говорити, вимагає від фон Берна, аби той добився видачі Гаґена — тоді бургундців відпустять. «Король Аттіла, ти не знаєш законів германської вірності!» — відповідає фон Берн.
Рюдіґер, не піддаючись на вмовляння Ґізельгера, викликає на двобій Гаґена з Троньє. Він нападає на Гаґена, але Ґізельгер приймає на себе удар його меча й гине. Рюдіґер у відчаї. Він знову рветься до Гаґена, але цього разу в нього на шляху опиняється трубадур Фолькер. Вони починають змагатися. В цей момент в залу вриваються дружинники Рюдіґера. Зав'язується бій. Рюдіґер гине від руки Фолькера.
Ґернот виносить мертвого Ґізельгера з воріт й показує його Крімгільд зі словами «Що ж ти наробила, сестро!» Та жахається, але відповідає, що готова відпустити усіх, якщо їй видадуть Гаґена. В цей момент Ґернота вбивають гуни, які підкралися до нього. Крімгільд кидається до палацу, в ворота якого вриваються нові загони гунів, й дивиться на киплячу в залі битву. Гуни відступають й Крімгільд опиняється сам на сам з Гаґеном з Троньє. «Насолодися своєю ненавистю, Крімгільд!» — каже Гаґен. — «Твої молодші брати мертві, Рюдіґера вбито, й усіх його людей теж. А Гаґен з Троньє, який вбив Зіґфріда, все ще живий!». Гаґен кидає до ніг Крімгільд щит Рюдіґера. Бургундці відступають до палацу й знову закривають ворота. Тепер їх залишилось зовсім небагато.
Крімгільд наказує підпалити палац. Гуни обстрілюють його вогняними стрілами. Короля Ґунтера, який намагається збивати полум'я, поранено.
Аттілі доповідають, що королева наказала підпалити палац. Аттіла відповідає, що Крімгільд права й він має стояти поруч з нею, коли вбивця їх дитини загине у вогні. Аттіла підходить до дружини й дякує їй за рішучість. «Ми ніколи не були єдиними в коханні, проте ми тепер єдині в ненависті», — каже він. «Ніколи ще моє серце не було так сповнене кохання», — відповідає Крімгільд.
Гаґен хоче вийти з воріт й здатися, аби убезпечити короля від загибелі у вогні, але Ґунтер зупиняє його. Він питає в побратимів, чи хочуть вони купити свободу ціною життя Гаґена з Троньє. Всі відкидають такий вибір. «Вірність, випробувана залізом, не плавиться у вогні!» — каже Ґунтер Гаґенові. Зверху падає палаюча балка, перегороджуючи вихід з палацу.
Фолькер, який сидить на троні Аттіли, починає співати. Голос його лунає над ревом пожежі, й навіть гуни перед палацом починають підтанцьовувати в такт його пісні. «О, ми знову повернемося до зелених рейнських схилів!» — співає Фолькер, й лицарі йому підспівують.
«Хіба ти не людина, пані Крімгільд?» — питає один з лицарів фон Берна. «Ні, я померла в ту саму мить, коли помер Зіґфрід…»
Покрівля палацу починає падати, бургундці гинуть один за одним. Лише Гаґен продовжує тримати щит над головою, захищаючи короля від падаючих палаючих балок, й продовжує останню пісню Фолькер.
Думаючи, що все скінчено, Аттіла з мечем кидається до воріт, але на шляхові в нього стає фон Берн. «В короля лишився ще останній васал!» — каже він. Фон Берн надягає шолом й привідкриває ворота. Поранений гун, який лежить перед воротами, помираючи, останньою стрілою вбиває Фолькера. Пісня уривається.
Фон Берн входить у палаючий палац. Хвилина очікування. Ворота відкриваються, з них виходить фон Берн. Він несе Бальмунґ. За ним, допомагаючи іти пораненому Ґунтерові, слідує Гаґен; глядач вперше бачить його з непокритою головою. Аттіла накидається на Гаґена, але той зупиняє його поглядом.
Гаґен з королем спускаються драбиною до Крімгільд. Фон Берн простягає їй меч Зіґфріда. Взявши меч, Крімгільд жестом наказала відвести пораненого Ґунтера. Гаґен хоче піти з ним, але Крімгільд зупиняє його. «Я не можу повернутися до могили Зіґфріда, поки всі звершені проти нього злодіяння не будуть покарані. Пане Гаґене, я повернула його меч, але де його скарби?» Гаґен відповідає, що заприсягнувся не відкривати цієї таємниці, поки живим лишається хоча б хтось з його королів. Крімгільд вказує йому на гуна, який підіймає відтяту голову Ґунтера. Гаґен гірко сміється. «Тепер, пані Крімгільд, таємнуцю скарбу знаємо лише я та Господь, й не думаю, що Господь буде кращим відповідачем в цьому питанні, ніж я!»
Крімгільд ударом Бальмунґа вбиває Гаґена з Троньє. Потім вона дістає згорток з землею, висипає її на тіло Гаґена зі словами: «Тепер, земле, пий скільки забажаєш» — й мертвою падає на руки Аттіли.
Аттіла наказує відвезти Крімгільд до могили Зіґфріда, адже вона завжди належала лише йому єдиному, й ніколи — іншому.

## В ролях
- Ґертруда Арнольд — королева Уте
- Марґарет Шьон — Крімгільд
- Ганна Ральф — Брунгільд
- Пауль Ріхтер — Зіґфрід
- Теодор Лоос — король Ґунтер
- Ганс Карл Мюллер — Ґернот
- Ервін Бізванґер — Ґізельгер
- Бернгард Ґьоцке — Фолькер
- Ганс Адальберт Шлеттов — Гаґен з Троньє
- Ґеорґ Джон — коваль Мім / Альберіх / Слаодель
- Фріда Річард — Оракул
- Юрій Юровскій — Священик
- Рудольф Кляйн-Роґґе — король Етцель (Аттіла)
- Рудольф Ріттнер — Рюдіґер з Бегеларну

## Місце фільму в історії кіно
Дилогія «Нібелунги» стала другим великим успіхом режисера Фріца Ланґа після фільму «Доктор Мабузе, гравець» (Dr. Mabuse, der Spieler, 1922). Фільм зачарував глядачів епічним розмахом дії, унікальними досягненнями постановочної механіки, влучною та виразною акторською грою.
Класичними стали виконання ролей Зіґфріда Паулем Ріхтером, Крімгільд Марґарет Шьон, короля Ґунтера Теодором Лоосом, Гаґена з Троньє Ґансом Адальбертом Шлеттовом та Етцеля-Аттіли Рудольфом Кляйн-Роґґе.
Візуальне вирішення фільму, включно з повномасштабними монументальними декораціями королівського палацу в Вормсі та палацу Аттіли, було вибудуване на відкритому майданчику кіностудії в Бабельсбергові під керівництвом художників Отто Гунте, Карла Фольюрегта та Еріха Кеттельгута й було високо оцінене критиками. Костюми, витримані в характерній для 1920-х років стилістиці Ар Деко, були створені за розробками Пауля Ґерда Ґудеріана.
Серед видатних для того часу спецефектів фільму слід згадати рухливого вогнедишачого дракона та вогняні поля довкола палацу Брунгільд.
Операторська робота Карла Ґоффмана та Ґюнтера Ріттау в цьому фільмі вважається однією з найвидатніших в кінематографі того часу.
Фільм став не лише безумовною художньою вдачею його творців, але також й заслужив дуже широкого визнання у глядачів та приніс студії значний прибуток; він вважається одним з найбільших комерційних успіхів німецького кінематографу 1920-х років.

## Думки про фільм
…"«Нібелунги» були урочистим гімном минулої слави країни — запорука помсти та майбутніх перемог. Пластика та архітектура домінують у фільмі. <…> Монументальні драбини, собори з цементу, оповиті димкою, луки, всіяні штучними маргаритками, ліси з неосяжними стовбурами дерев з пап'є-маше, макети феодальних палаців, гроти з картону, розробленого «під камінь», дракони-автомати — всі ці гігантські конструкції, напівмеровінгські, напівкубістські, ожили завдяки талантові востійних співробітників Лінґа — декораторів Отто Гінте та Карла Фольбрехта, великій ерудиції Ґудеріана, віртуозності операторів Карла Ґоффмана та Ґюнтера Ріттау, але перш за все незрівнянній пластичній майстерності постановника. Цей наймасштабніший архітектор кіно розмістив своїх акторів та статистів так, що вони стали живими «мотивами» єдиної помпезної декоративної композиції, де людина була повністю підкорена законам пластики…"
Жорж Садуль. История киноискусства. — М.: Издательство иностранной литературы, 1957.
…"Наступним фільмом Ланґа та Ґарбоу були «Нібелунги» (1924). Теа фон Ґарбоу, яка походить зі стародавньої дворянської родини, близько стикалася з верхівкою генералітету, де виношувалися плани реваншу. Тому не викликає здивування, що саме їй прийшла думка скористатися давньогерманським епосом, для того, аби оспівати військову велич германської нації…"
Сергей Комаров. Немое кино // История зарубежного кино. — Москва : Искусство, 1965. — Т. 1. — 416 с.
…"За задумкою «Ufa» та уряду, «Нібелунги» мали б пропагувати німецьку культуру в усьому світі. Завдяки майстерній режисурі та постановочному розмахові завдання це в значній мірі було виконане. Ланґ, який пройшов школу експрессіонізму, зумів відтворити атмосферу легендарної епохи, воскресити фантастику середньовічних переказів. Величезна відстань відділяє фільми Любіча, які Пол Рота називав сумішшю Рейнґардта та гримерки, від твора Фріца Ланґа, який і сьогодні вражає розмахом та майстерністю…"
Е. Теплиц. История киноискусства: Том 1 (1895–1927). — М.: Прогресс, 1968.
…"В фільмі багато витончених та ефектних деталей: чудові туманні випари в епізоді з Альберіком, хвилі полум'я, які стіною охопили палац Брунгільд, молоді берізки біля струмка, де вбили Зіґфріда. Вони є мальовничими не лише самі за собою; у кожної особлива функція. У фільмі багато простих, величезних і величних будівель, які, заповнюючи весь екран, підкреслюють пластичну цільність картини. Перед тим, як Зіґфрід зі своїми васалами в'їжджає до палацу Ґунтера, їх дрібненькі фігурки з'являються на мості біля самої екранної рамки. Цей контраст між мостом та глибокою прірвою, яка лежить під ним, визначає настрій цілого епізоду.
Ці художні хитрощі вселяють глядачеві думку про невідворотну силу Долі. Подекуди люди (особливо раби або васали) понижуються до орнаментальних деталей, підкреслюючи всемогутність єдинодержавної влади. Челядь Ґунтера притримує руками пристань, до якої причалює Брунгільд: стоячи по пояс у воді, служники нагадують каріатиди, що ожили. Але особливо прикметним є кадр з закованими карликами, які служать декоративним помостом для гігантської урни, в якій зберігаються скарби Альберка: прокляті свої господарем, ці поневолені істоти перетворені на кам'яних ідолів. Перед нами повне торжество орнаментального над людським. Необмежена влада виражається й у тих привабливих орнаментальних композиціях, в яких розташовані люди. Те саме спостерігалось при нацистському режимові, який проявляв схильність до суворої орнаментальності в організаційній побудові людських мас. Будь-якого разу, коли Гітлер просторікував перед народом, він бачив перед собою не сотні тисяч слухачів, а гігантську мозаїку, складену з сотень тисяч людських частинок. «Тріумф волі», цей офіційний гітлерівський фільм про нюрнберзький з'їзд нацистської партії 1934 року, свідчить про те, що, створюючи свої масові орнаментальні композиції, нацистські декоратори надихалися «Нібелунгами» Фріца Ланґа.
Театральні трубачі «Зіґфріда», величаві драбини та авторитарно налаштовані людські натовпи урочисто переїжджали в нюрнберзьке видовище тридцятих років.
Події «Нібелунгів» розвертаються в неспішно-уповільнених планах, які володіють перевагами фотокомпозицій. Їх неспішна зміна, яка відтінює статичність міфічного царства, є свідомим прийомом: він спрямовує глядацьку увагу на безпосередню дію фільму. Але прихований рух сюжету не збігається з низкою зрад та вбивств. Він захований в розвиткові жевріючих інстинктів та пристрастей, що поступово розгоряються. Перед нами природний життєвий процес, за допомоги якого й вершиться Доля …"
Зіґфрід Кракауер

## Цікаві факти
- Анімаційний епізод «Сон Крімгільд» було намальовано та знято оператором Вальтером Руттманом.
- Актор Ґеорґ Йон грає в фільмі три ролі — коваля Міма, карлика Альберіхатаи Бльоделя, брата Аттіли.
- 1924 року вийшов також роман Теа фон Гарбоу «Книга Нібелунгів», робота над яким йшла паралельно з написанням сценарію фільму[2].
- 10 вересня 1925 року фільм (імовірно, лише першу частину) бучив у Нью-Йоркові Говард Лавкрафт. У листі від 12 вересня своїй тітці Л. Ф. Кларк він високо оцінив фільм, особливо відзначивши його «нордичну» спрямованість: «Це були захват та насолода, які запам'ятались назавжди! Це була сама потаємна душа безсмертного та непереможного білявого мешканця півночі, втілена в сяючому воїні світла, великім Зіґфріді, вбивці чудовиськ та переможця королів…»[3]
- Зіґфрід Кракауер в своїй книзі «Від Каліґарі до Гітлера: Психологічна історія німецького кіно» описує інше закінчення: «Фінал фільму — справжня оргія руїни. Крімгільд, вбивши Ґунтера та Гаґена, гине сама, й Аттіла з трупом дружини на руках гине під склепіннями палаючого палацу». Далі в тексті книги також згадується «добровільне самоспалення Аттіли». Є в книзі Кракауера й інші прикрі неакуратності — наприклад, викладаючи зміст сну Крімгільд, він пише, що в ньому брали участь «два чорні соколи й біла голубка». Між тим зміст цієї анімаційної вставки точно повторює зміст відповідного фрагменту «Пісні про Нібелунгів» (I, 13):

« Якось Крімгільді приснився дивний сон, 

Мов був у неї сокіл, сизий білозор,

Та де не взялися два хижії орли,

Сокола розшарпали, їй жалю завдали.»
Іронія помилки Кракауера полягає ще й у тому, що голубка в фільмі може символізувати лише саму Крімгільд, яка, наперекір віщому сну у викладі Кракауера, сама в кінцевому результаті «заклювала» двох орлів.

## Інші екранні версії «Нібелунгів»
- 1966—1967 — «Нібелунги» (Die Nibelungen), фільм режисера Гаральда Райнля. Як й дилогія Ланґа, цей фільм вийшов на екрани двома частинами: «Зіґфрід» (Die Nibelungen, Teil 1: Siegfried, 1966) та «Помста Крімгільд» (Die Nibelungen, Teil 2: Kriemhilds Rache, 1967).
- 2002 — «Нібелунги» (Die Nibelungen), телевізійний фільм режисера Дітера Веделя).
- 2004 — «Нібелунги» (Die Nibelungen), телевізійний фільм режисера Улі Еделя, знятий з помітним нахилом в бік фентезі. В різних країнах виходив також під назвами «Прокляття Персня» (Curse of the Ring), «Меч Ксантена» (The Sword of Xanten), «Темне королівство: Драконів Король» (Dark Kingdom: The Dragon King), «Перстень Нібелунгів» (Ring of the Nibelungs) тощо.